# Demokratyczna Partia Wysp Przyjaznych

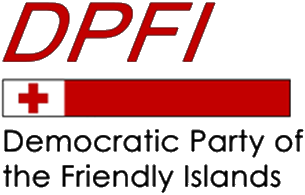
Logo DPFI

Demokratyczna Partia Wysp Przyjaznych (tong. Paati Temokalati ʻa e ʻOtu Motu ʻAngaʻofa, ang. Democratic Party of the Friendly Islands) – tongijska partia polityczna. Jej liderem jest ʻAkilisi Pohiva.
Partia powstała we wrześniu 2010 przed wyborami do Zgromadzenia Ustawodawczego (Fale Alea). W jej skład weszła część członków Ruchu na rzecz Praw Człowieka i Demokracji (HRDM).
W wyborach w 2010 Demokratyczna Partia Wysp Przyjaznych zdobyła 12 mandatów w liczącym 26 osób Zgromadzeniu Ustawodawczym, zaś w wyborach w 2014 zdobyła 9 mandatów. Pozostałe mandaty obsadzane przez przedstawicieli ludu (odpowiednio 5 w 2010 i 8 w 2014) przypadło kandydatom niezależnym.